# Nestor Dmytriw

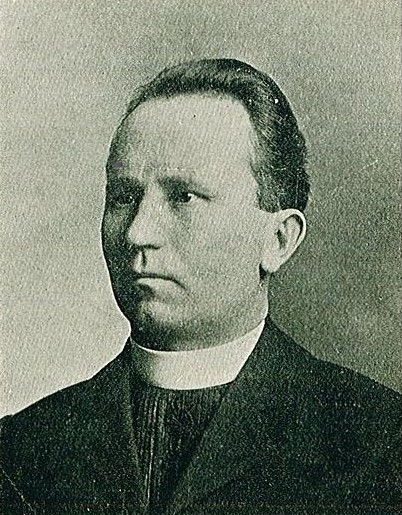
Nestor Dmytriw 1905

Nestor Dmytriw (ukrainisch Нестор Дмитрів; * 1863 in Utischkiw, Königreich Galizien und Lodomerien, Österreich-Ungarn; † 27. Mai 1925 in Elizabeth, New Jersey, Vereinigte Staaten) war ein ukrainischer griechisch-katholischer Priester, Autor und Übersetzer.

## Leben
Nestor Dmytriw kam in einer bäuerlichen Familie im ostgalizischen Scherebky (Жеребки) im heutigen Rajon Pidwolotschysk der ukrainischen Oblast Ternopil zur Welt. Er absolvierte 1890 das akademische Gymnasium in Lemberg und studierte anschließend Theologie am griechisch-katholischen Theologischen Seminar in Lemberg.
Er wurde 1894 vom Metropoliten Sylwester Sembratowicz zum Priester ordiniert und wanderte 1895 in die Vereinigten Staaten aus, wo er sich in Mount Carmel, Pennsylvania niederließ. Dort verband er die Missionsarbeit unter den ukrainischen Industriearbeitern mit journalistischer Tätigkeit in Jersey City als Herausgeber der ersten ukrainischsprachigen Zeitung Nordamerikas „Swoboda“ (Свобода).
Auf Bitten von ukrainischen Siedlern in Kanada, die dringend Priester benötigten, sandte ihn die neu gegründete Ruthenian National Union (ukrainisch Руський Народний Союз), die sich 1914 in Ukrainian National Association (UNA) umbenannte, im April 1897 ins kanadische Winnipeg. Da er fließend deutsch, ukrainisch und englisch sprach, wurde er, mit Hilfe von Joseph Oleskiw (1860–1903), zum Dolmetscher der kanadischen Einwanderungsabteilung ernannt und organisierte als erster ukrainischer Priester in Kanada die dortigen ersten ukrainischen Pfarreien. Zudem setzte sich für eine eigene griechisch-katholischen Kirche in Kanada ein, was zunächst von der römisch-katholischen Hierarchie abgelehnt, aber schließlich am 15. Juni 1912 durch Papst Pius X. mit der Apostolischen Konstitution Officium supremi zur Gründung des  Apostolischen Exarchats Kanada, der späteren Erzeparchie Winnipeg, verwirklicht wurde.
Im August 1898 kehrte er, aufgrund körperlicher Erschöpfung und finanzieller Schwierigkeiten in die USA zurück, wo er erneut bei der Zeitung „Swoboda“ über soziale und kirchliche Themen schrieb und seine Werke zur Geschichte des ukrainischen Emigration in Amerika publizierte. Darüber hinaus diente er in mehreren katholisch-ukrainischen Gemeinden in Pennsylvania und New Jersey. Er starb 1925 in der Stadt Elizabeth und wurde in Hillside / Elizabeth, New Jersey, beerdigt.